# Ascia barbuta

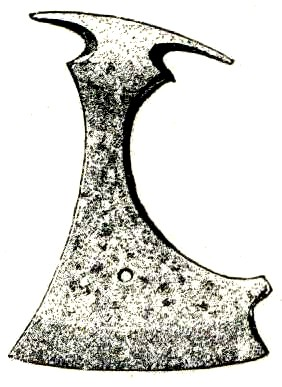
Testa d'ascia barbuta dell'Età del ferro germanica rinvenuta nel Gotland.

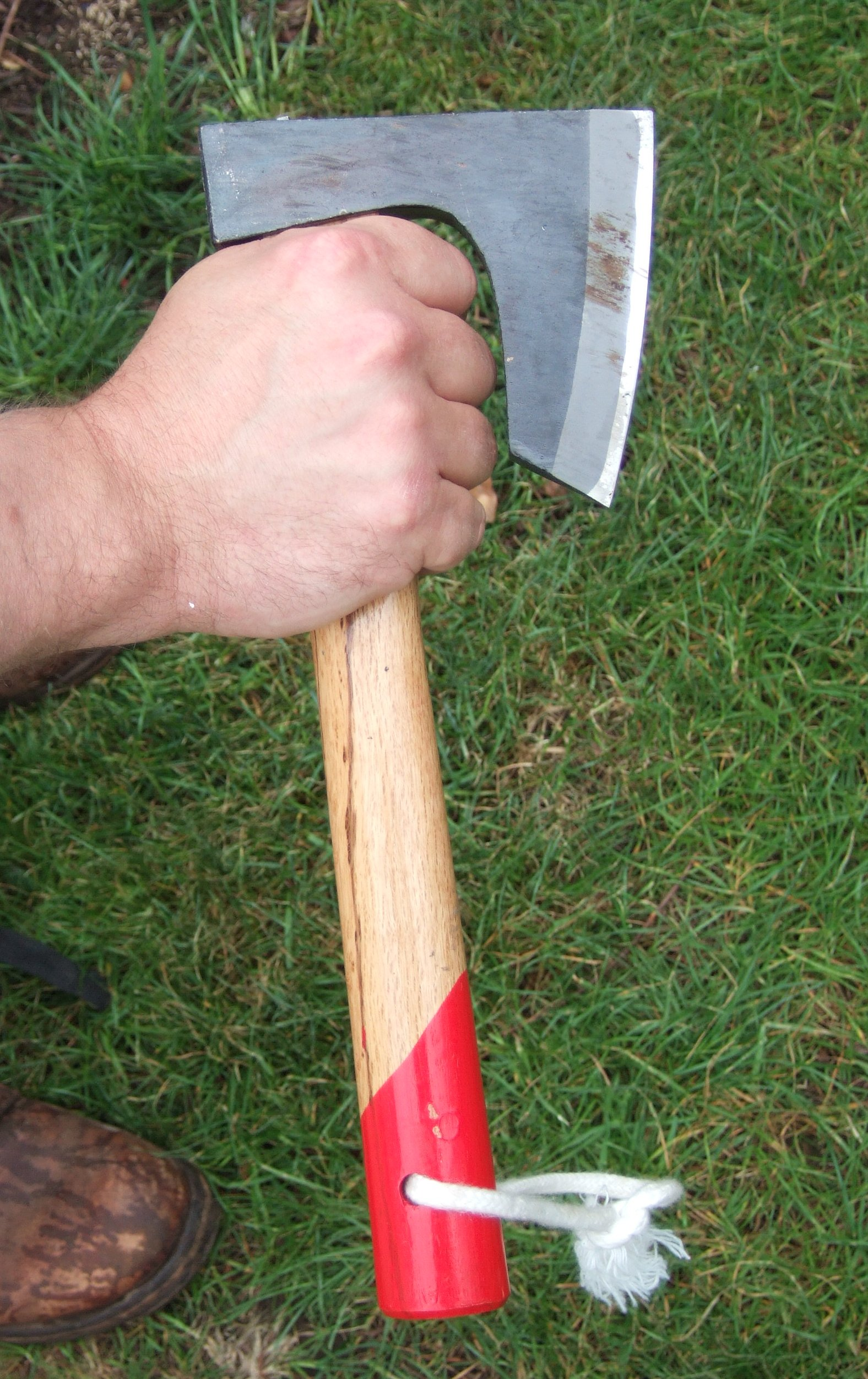
Ascia barbuta moderna ad una mano, utilizzata come attrezzo.

L'ascia barbuta (Long-bearded axe in lingua inglese, Skeggöx in lingua norvegese) era una particolare tipologia di ascia da battaglia usata dai Vichinghi sin dall'Età del ferro germanica. Rispetto alla normale scure da guerra, aveva lama con bordo superiore quasi diritto e bordo inferiore allungato, quasi parallelo al manico di legno, terminante in un uncino. La forma particolare della testa garantiva sia maggior efficacia al colpo di taglio, sia la possibilità, per l'utente, d'impegnare l'avversario con una scherma variegata garante della possibilità di agganciare, tramite l'uncino, il bordo dello scudo o un lembo del vestiario/usbergo.

## Storia
Differentemente dalla grande ascia danese, l'ascia barbuta, tanto quanto la francisca, costituisce una tipologia di ascia da battaglia sviluppata dalle popolazioni germaniche che ebbe larga diffusione in Europa nel corso dell'Alto Medioevo e che non legò il suo nome unicamente ai vichinghi che pur ne fecero largo uso. Reperti archeologici di teste di scure in ferro battuto, databili al tempo del Regno longobardo (VI-VII secolo), sono state infatti rinvenute in Italia ben prima delle incursioni vichinghe del IX secolo.
L'ascia barbuta, ancora oggi in uso in carpenteria per squadrare e spaccare tavole di legno, seppur in una versione più piccola, ad una mano, era poi arma ibrida. Si trattava infatti di un attrezzo che, all'occorrenza, poteva essere riqualificato quale arma vera e propria.

## Costruzione
- Caratteristica peculiare della Skeggöx era la sua testa in ferro battuto, con lama a ventaglio dal profilo superiore quasi diritto, allungantesi verso il basso, parallelamente al manico, non più nel consueto "corno" ma in una "barba" lunga diversi centimetri. Il filo, negli esemplari prettamente bellici, era irrobustito con dell'acciaio ad alta percentuale di carbonio, come nella grande ascia danese. La nuca della barba era larga e solida e si sviluppava, nella parte terminale, in un uncino atto ad agganciare lo scudo o le vesti dell'avversario.
- Nei modelli destinati alla lotta, il manico in legno (frassino o rovere) aveva un'impugnatura a due mani. Nell'attrezzo da carpenteria il manico è invece solitamente ad una mano, seppur, come in tutte le scuri, la lunghezza dell'astile permetta facilmente la presa a due mani.